# Fulham Broadway (metrostation)
Fulham Broadway is een station van de metro van Londen aan de District Line. Het metrostation, dat in 1880 is geopend, ligt in de wijk Walham Green.

## Geschiedenis
Het station werd op 1 maart 1880 geopend als Walham Green samen met de zijlijn die de Metropolitan District Railway, de latere District Line, op die dag opende tussen West Brompton en Putney Bridge. De sporen en perrons kwamen in een uitgraving onder straatniveau die met een glazen dak werd overkapt. In 1904 werd het Stamford Bridge stadion van een atletiekclub overgenomen door de oprichters van Chelsea FC die het ombouwden tot voetbalstadion.
Het metrostation op ongeveer 150 meter ten westen van het stadion moest ook de toeschouwers tijdens wedstrijddagen kunnen verwerken. Dit was aanleiding om in 1905 het oorspronkelijke stationsgebouw te vervangen door een dat de aanloop tijdens voetbalwedstrijden zou kunnen verwerken. Het nieuwe stationsgebouw werd ontworpen door Harry W Ford en is op de monumentenlijst geplaatst. De naam werd op 1 maart 1952 veranderd op aandringen van de kamer van koophandel van Fulham.
In het begin van de 21e eeuw werd het bovengrondse deel van het station ingrijpend verbouwd. Het station werd geïntegreerd in het destijds gebouwde Fulham Broadway Shopping Centre, waarbij de kaartverkoop en het stationstoezicht nieuwe ruimtes in het winkelcentrum kregen. De gelegenheid werd aangegrepen om het station rolstoeltoegankelijk te maken en verder werden op de oostkop van de perrons trappen toegevoegd ten behoeve van toeschouwers die daardoor niet door het winkelcentrum hoeven om de perrons te bereiken. Station en winkelcentrum werden in 2003 opgeleverd waarop het stationsgebouw uit 1905 werd gesloten, al bleef de loopbrug over de sporen op de oorspronkelijke plaats behouden. Het gebouw uit 1905 werd vervolgens gerestaureerd waarbij veel van de oorspronkelijke stationsborden en architectonische kenmerken, zoals de gevel uit terracottablokken, behouden bleven. Het gebouw werd na de restauratie gebruikt als restaurant en is sinds 2018 in gebruik als markthal.
In de nacht van 21 mei 2008 was het station het toneel van rellen na de nederlaag van Chelsea tegen Manchester United in de Champions League-finale.

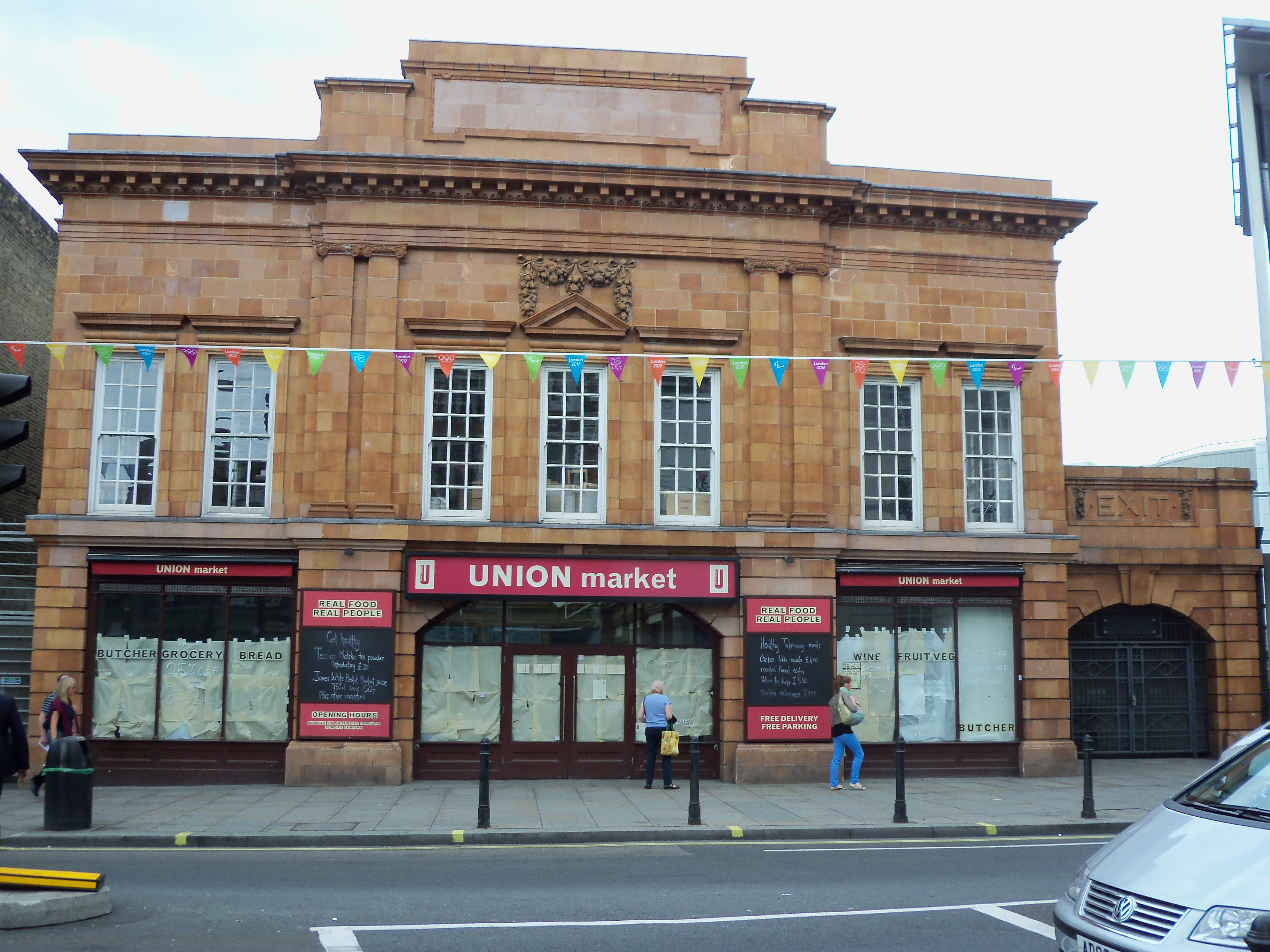
Het stationsgebouw uit 1905
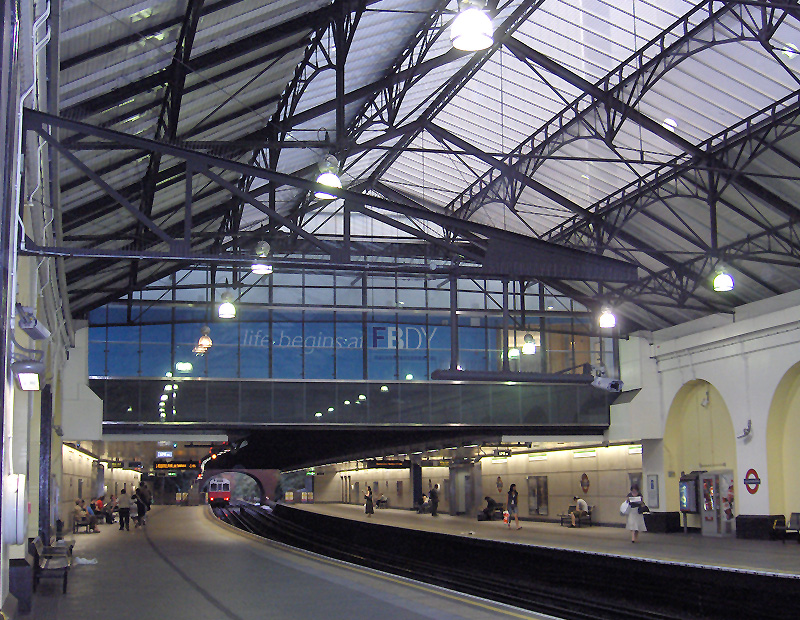
Fulham Broadway in noordelijke richting
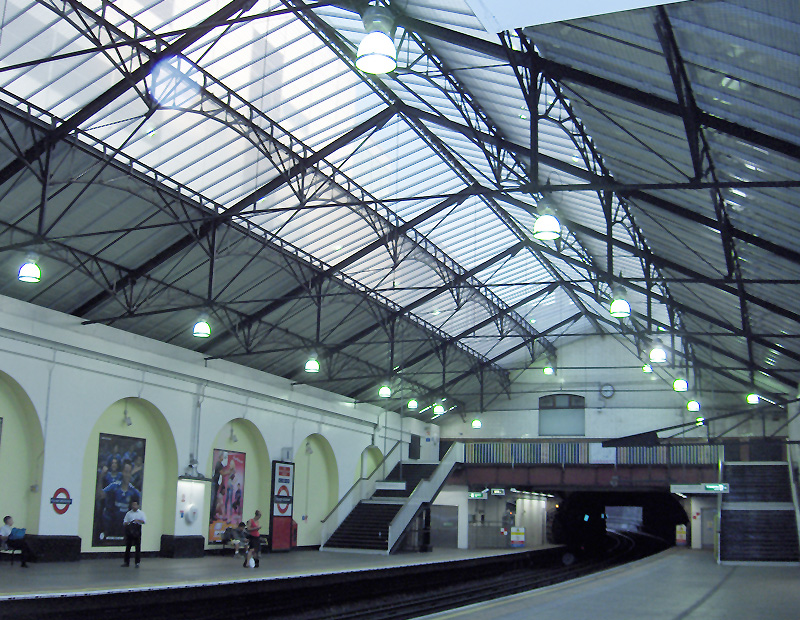
Fulham Broadway in zuidelijke richting

## Ligging en inrichting
Het station ligt aan de Fulham Broadway (A 304) vlak ten westen van het stadion van Chelsea. Veel bewoners van Chelsea, aan de oostkant van het stadion, maken gebruik van station Fulham Bridge omdat Chelsea zelf alleen aan de noordrand een aansluiting op de metro heeft. Aan de westkant van de perrons loopt het spoor door een tunnel onder de Fulham Broadway, aan de oostkant loopt het spoor ongeveer 200 meter bovengronds voordat de tunnel naar West Brompton wordt bereikt. De oorspronkelijke toegang tot de perrons is nog in gebruik als loopbrug tussen de twee zijperrons.

## Reizigersdienst
De normale dienst tijdens de daluren kent:
12 metro's per uur naar Wimbledon, 6 metro's per uur naar Edgware Road, 3 metro's per uur naar Barking en 3 metro's per uur naar Tower Hill.
Tijdens de spits en op wedstrijddagen is er een hogere frequentie en zijn er doorgaande diensten tot Upminster.

## Film en muziek
Het metrostation komt voor:
- In de film Sliding Doors uit 1998 waarin Gwyneth Paltrow op het station John Hannah ontmoet.
- Op de single What a Waste van Ian Dury & The Blockheads
- In het nummer Pretty Things van Take That.

## Fotoarchief
- London Transport Museum Photographic Archive[dode link]
  - Station Walham Green, 1893
  - Station Walham Green, 1920. De menigte bestaat uit toeschouwers van de FA Cup Final die in 1920 gespeeld werd in Stamford Bridge.
  - Interieur van het station in 1956
  - Loketten in 1998